# Puichéric

Puichéric este o comună în departamentul Aude din sudul Franței. În 1 ianuarie 2022 avea o populație de 1.194 de locuitori.